# Саранги
Сара́нги (хинди सारंगी IAST: sārangī) — индийский струнный смычковый инструмент лютневого типа. По индийской традиции классифицируется как инструмент группы тата-вадья; распространён в практике классического музицирования традиции хиндустани (в северных районах Индии, Пакистане, Непале); имеет также ряд региональных традиционных разновидностей.

## Описание
Корпус изготавливается из цельного куска дерева, с широкой шейкой и выемками по бокам, и кожаной верхней декой.
3—4 игровые струны, настроенные по квартам и квинтам, и 11—15 резонирующих, настроенных по тонам диатонического звукоряда, которые проходят через шейку и крепятся колками сбоку. При игре исполнитель держит саранги вертикально.
Тональный диапазон инструмента довольно обширный — до двух октав.

## Исполнительская традиция
Используется как аккомпанирующий и сольный инструмент, для сопровождения танцев и театрализованных представлений. Несомненна связь саранги с индомусульманскими вокальными и танцевальными традициями; собственно сольное исполнительство на нём выросло из развёрнутого сопровождения вокальных композиций (кхайял, тхумри) и танца в стиле катхак. Среди выдающихся исполнителей на саранги в XX веке следует назвать Бунду Хана (Пакистан) и Рама Нарайяна (Индия).

## Родственные инструменты
Традиционными прототипами саранги считают такие инструменты, как саринда, дильруба, раванахаста (раванхаттха), эсрадж, чикара, камайча (кеманча) и другие. Родственный инструмент саранг распространён также в Афганистане.